# Gazivode (jezioro)
Gazivode (cyr. Газиводе, alb. Liqeni i Gazivodës) – zbiornik zaporowy w Serbii i Kosowie. Powstał poprzez spiętrzenie wód rzeki Ibar. Stanowi największe jezioro Kosowa (natomiast największym naturalnym zbiornikiem wodnym Kosowa jest Radoniq/Radonjić).

## Charakterystyka
Powierzchnia jeziora wynosi 11,9 km², maksymalna głębokość to 105 metrów, a jego pojemność całkowita 370 mln m³. Zapora znajduje się po stronie kosowskiej. Została oddana do użytku w 1977 roku. Kontrola nad jeziorem jest przedmiotem serbsko-kosowskiego sporu. W 2015 roku sprawowały ją serbskie władze samorządowe. Administracyjnie należy do serbskich gmin Tutin i miasto Novi Pazar w okręgu raskim oraz kosowskiej gminy Zubin Potok.
Wody jeziora są wykorzystywane do chłodzenia elektrowni Kosovo A i Kosovo B, mieszczących się w mieście Obilić. Jezioro stanowi również źródło wody pitnej dla północnego Kosowa.